# Hidilyn Diazová
Hidilyn Diaz y Francisco de Naranjo (* 20. února 1991 Zamboanga) je filipínská vzpěračka. Je vysoká 150 cm, začínala v lehké váze a v roce 2012 přešla do pérové váhy.
Startovala na čtyřech olympiádách. Jako sedmnáctiletá startovala v roce 2008 na divokou kartu a obsadila jedenácté místo, po diskvalifikaci původně druhé Rusky Mariny Šainové se posunula o příčku výš. V roce 2012 byla po trhu na třináctém místě, v nadhozu neměla žádný platný pokus a nebyla klasifikována. V roce 2016 skončila v kategorii do 53 kg na druhém místě za tchajwanskou reprezentantkou Hsu Šu-čching. V roce 2020 zvítězila v olympijském rekordu 224 kg ve dvojboji a získala tak pro Filipíny první zlatou olympijskou medaili v historii. Za tento úspěch byla odměněna novým domem a finanční částkou odpovídající v přepočtu dvaceti milionům korun.
Na mistrovství světa ve vzpírání byla ve dvojboji v roce 2011 sedmá, v letech 2015 a 2017 třetí, v roce 2018 devátá a v roce 2019 opět třetí. Na mistrovství Asie ve vzpírání byla první v roce 2015, třetí v roce 2016 a druhá v roce 2019. Vyhrála Asijské hry v roce 2018 a Hry jihovýchodní Asie v letech 2019 a 2021.
Je příslušnicí filipínského letectva. Po zisku olympijského zlata byla povýšena na štábní seržantku. Studovala management na koleji Kongregace školských bratří v Manile, v roce 2019 studium přerušila kvůli sportovní přípravě.
Diazová je věřící katoličkou, při vyhlášení vítězů na tokijské olympiádě měla u sebe Zázračnou medailku. V roce 2022 se provdala za svého trenéra Julia Naranja.